# Великово (Старозагорская область)
Великово (болг. Великово) — село в Болгарии. Находится в Старозагорской области, входит в общину Гылыбово. Население составляет 81 человек.

## Политическая ситуация
Кмет (мэр) общины Гылыбово — Николай Тонев Колев (инициативный комитет) по результатам выборов.